# Discografia Aleshei Dixon
Discografia interpretei britanice Alesha Dixon se compune din zece discuri single și trei albume de studio.
Aceasta a devenit cunoscută datorită grupului muzical din care a făcut parte timp de cinci ani, Mis-Teeq. Alături de celelalte componente ale formației a lansat două album de studio și opt discuri single, dintre care șapte au atins poziții de top 10 în Regatul Unit. Cel mai mare succes cunoscut în această formulă l-a constituit piesa „Scandalous”, care a devenit cel mai mare hit al formației în Oceania și Regatul Unit.
În anul 2005, grupul s-a destrămat iar Dixon a hotărât să înceapă o nouă carieră în muzică, lansând în 2006 piesa „Lipstick”. Aceasta a activat moderat în Regatul Unit, însă lansarea unui album a fost anulată datorită prestației slabe a celui de-al doilea single, „Knockdown”. Artista a participat în anul 2007 la emisiunea–concurs Strictly Come Dancing, pe care a și câștigat-o în luna decembrie a aceluiași an. În 2008, cântăreața a lansat un nou album, cu ajutorul casei de discuri Asylum Records, The Alesha Show. De pe material au fost lansate discurile single „The Boy Does Nothing” și „Breathe Slow”, primul intrând în top 10 în majoritatea clasamentelor europene, în timp ce ultimul a ocupat locul 3 în UK Singles Chart. The Alesha Show a fost urmat de The Entertainer, care ocupat poziții de top 100 în Regatul Unit și s-a comercializat în aproximativ 2000-4000 de exemplare în prima săptămână de disponibilitate, de pe el fiind promovat și un șlagăr de top 20 — „Drummer Boy”.

## Albume
| Anul             | Informații                                                                                           | Clasări | Clasări | Clasări | Clasări | Clasări | Clasări | Clasări | Clasări | Clasări | Clasări |
| Anul             | Informații                                                                                           | UK      | UK R&B  | BEL     | IRL     | FIN     | SPA     | ELV     | FRA     | OLA     | JAP     |
| ---------------- | --- | ------- | ------- | ------- | ------- | ------- | ------- | ------- | ------- | ------- | ------- |
| Albume de studio | |         |         |         |         |         |         |         |         |         |         |
| 2008             | Fired Up - Vânzări: 5.000 (Japonia)                                                                  | —       | —       | —       | —       | —       | —       | —       | —       | —       | 54      |
| 2008             | The Alesha Show - Vânzări: 300.000 (Regatul Unit) - UK: Certificat cu un disc de aur.                | 11      | —       | 60      | 74      | 23      | 23      | 69      | 39      | 80      | —       |
| 2010             | The Entertainer - Al treilea album de studio - Sub numele „Alesha Dixon” - Lansat: 29 noiembrie 2010 | 84      | 16      | —       | —       | —       | —       | —       | —       | —       | —       |

### Compilație
| Titlu                        | Detaliile albumului                                                         | Note |
| ---------------------------- | --------------------------------------------------------------------------- | --- |
| The Ultimate Alesha Mix Show | - Lansat: 22 februarie 2012 - Casa de discuri: Victor (#65039) - Format: CD | - Albumul japonez conține câtece din cele trei albume, fiind o selecție a celor mai cunoscute dintre ele. A fost considerat drept al treilea album lansat de Aleshia în Japonia, dupa Fired Up și The Alesha Show în 2008. Din nou s-a atribut doar prenumele, Alesha. |

### Extended play
| Titlu                                       | Detalii |
| ------------------------------------------- | --- |
| Live at the Nokia Green Room (Asylum, 2008) | Sunt înregistrate piesele „The Boy Does Nothing” și „Let's Get Excited” interpretate live și apărute în cadrul emisiunii The Nokia Green Room. |

## Discuri single
| 2006       | „Lipstick”                              | 14 | 42 | —  | —  | —  | —   | —   | —  | —  | —  | —  | 43  | Fired Up                     |
| 2006       | „Knockdown”                             | 45 | —  | —  | —  | 27 | —   | —   | —  | —  | —  | —  | —   | Fired Up                     |
| 2008       | „The Boy Does Nothing”                  | 5  | 19 | 2  | 7  | 1  | 13  | 53  | 1  | 16 | 11 | 1  | 5   | The Alesha Show + The Encore |
| 2009       | „Breathe Slow”                          | 3  | 18 | 20 | —  | —  | 68  | 63  | 12 | 30 | 14 | 12 | 13  | The Alesha Show + The Encore |
| 2009       | „Let's Get Excited”                     | 13 | 36 | —  | —  | 8  | 13  | 82  | —  | 90 | 18 | 5  | 40  | The Alesha Show + The Encore |
| 2009       | „To Love Again”                         | 15 | —  | —  | —  | —  | 184 | 239 | —  | —  | 33 | —  | 47  | The Alesha Show + The Encore |
| 2010       | „Drummer Boy”                           | 15 | 23 | 26 | —  | —  | 171 | 262 | —  | —  | 56 | —  | 48  | The Entertainer              |
| 2010       | „Radio”                                 | 46 | —  | —  | 57 | —  | 67  | 194 | 44 | 86 | —  | 23 | —   | The Entertainer              |
| 2011       | „Every Little Part of Me” (cu Jay Sean) | 78 | —  | —  | —  | —  | 130 | 237 | —  | 35 | 21 | —  | —   | The Entertainer              |
| 2012       | „Do It Our Way (Play)”                  | 53 | —  | —  | —  | —  | —   | —   | —  | —  | —  | —  | —   | —                            |
| Colaborări |                                         |    |    |    |    |    |     |     |    |    |    |    |     |                              |
| 2010       | „Take Control” (cu Roll Deep)           | 29 | —  | —  | —  | —  | 203 | 265 | —  | —  | —  | 89 | 141 | Winner Stays On              |
| 2012       | „Your Love” (cu Ashley Walters)         | —  | —  | —  | —  | —  | —   | —   | —  | —  | —  | —  | —   | —                            |

Note
- A ^ Clasamentul „Top Hit Weekly Audience Choice”.
- B ^ Clasamentul „Top Hit Weekly General”.

## Cântece promoționale
| Anul | Single                     | Poziția maximă | Poziția maximă | Poziția maximă | Poziția maximă | Album           |
| Anul | Single                     | UK             | IRE            | SPA            | FRA            | Album           |
| ---- | -------------------------- | -------------- | -------------- | -------------- | -------------- | --------------- |
| 2006 | „Superficial”              | —              | —              | —              | —              | Fired Up        |
| 2008 | „4 U I Will”               | —              | —              | —              | —              | —               |
| 2009 | „Colours of the Rainbow”   | —              | —              | —              | —              | The Alesha Show |
| 2009 | „Before the Sun Goes Down” | —              | —              | —              | —              | —               |

## Videoclipuri
| An   | Videoclip                                              | Regizor                          | Referință |
| ---- | ------------------------------------------------------ | -------------------------------- | --------- |
| 2006 | „Lipstick”                                             | Paul Gore                        | [ 48 ]    |
| 2006 | „Knockdown”                                            | J.T.                             | [ 49 ]    |
| 2008 | „The Boy Does Nothing”                                 | Michael Gracey și Pete Commins   | [ 50 ]    |
| 2009 | „Breathe Slow”                                         | Max & Dania                      | [ 51 ]    |
| 2009 | „Let's Get Excited”                                    | Max & Dania                      | [ 52 ]    |
| 2009 | „To Love Again”                                        | Andy Delaney și Monty Whitebloom | [ 53 ]    |
| 2010 | „Drummer Boy”                                          | Ray Kay                          | [ 54 ]    |
| 2010 | „Radio”                                                | Alex Herron                      | [ 55 ]    |
| 2011 | „Every Little Part Of Me” (cu Jay Sean)                | Nick Frew                        | [ 56 ]    |
| 2011 | „We'll Meet Again” (cu Vera Lynn)                      | Rupert Bryan                     | [ 57 ]    |
| 2011 | „"Do it Our Way (Play)” (cu membri ai Weight Watchers) | Rupert Bryan                     | [ 57 ]    |
| 2012 | „Your Love” (cu Ashley Walters)                        |                                  | -         |